# دير الأنبا صموئيل المعترف
دير الأنبا صموئيل المعترف «بستان جبل القلمون» بمحافظة المنيا. يضم الدير 4 كنائس، هي الأنبا صموئيل، وكنيسة السيدة العذراء مريم، وكنيسة الأنبا ميصائيل السائح، وكنيسة الشهداء. كما يضم الدير مغارة الأنبا صموئيل المعترف.

## التسمية
أطلق على الدير اسم لقديس مسيحي هو الأنبا صموئيل المعترف الذي ولد سنة 597 ميلادية لوالد كان يعمل قساً ويدعى سيلاس وذلك في بلدة مليج النصارى مركز شبين الكوم بمحافظة المنوفية. يطلق على الدير أيضاً «بستان جبل القلمون» كونه يقع بجبل القلمون.

## الموقع
يقع الدير بجبل القلمون داخل وادي المويلح، غرب مدينة العدوة شمال محافظة المنيا، ويحيط بالدير من الجهة الشرقية والشمالية جبل القلمون ومن الجهة الغربية جبل الغاليون، ويمكن الوصول إلى الدير، من خلال طريق القاهرة- أسيوط بطول 180 كيلومترا، وبعمق 25 كيلومترا غربا في عمق الصحراء الغربية.

## مغارة الأنبا صموئيل المعترف
تعد مغارة الأنبا صموئيل المعترف، من مناطق الزيارة المهمة بالدير والتي يتبارك بها الزائرون، وتقع بقمة عالية، على بعد 5 كم من الجهة الشرقية للدير، ومدخل المغارة من الجهة الغربية، وتضم المغارة حوضا للمياه تتجمع فيه مياه الأمطار، وكان الأنبا صموئيل في أواخر حياته يقضي بها معظم أوقاته، وكان يذهب للدير على فترات لتفقد أحوال الرهبان.

## الزيارة
يتردد على الدير زائرون من جميع محافظات مصر بغرض الصلاة والتبارك على مدار العام، خلال يومي الجمعة والأحد من كل أسبوع، وحددت مواعيد الزيارة من التاسعة صباحاً حتى الخامسة مساءً.

## رؤساء الدير
عاش بالدير البابا شنودة الثالث فترة راهباً عام 1956، وترأس الدير كل من:
- القمص إسحق البراموسي.
- القمص عوض ميخائيل الصموئيلي.[1]
- القمص مينا البراموسي المتوحد.[1]
- القمص مينا الصموئيلي.[1]
- الأنبا مينا الصموئيلي.[1]
- الأنبا باسيليوس الصموئيلي.[1]

## معرض صور

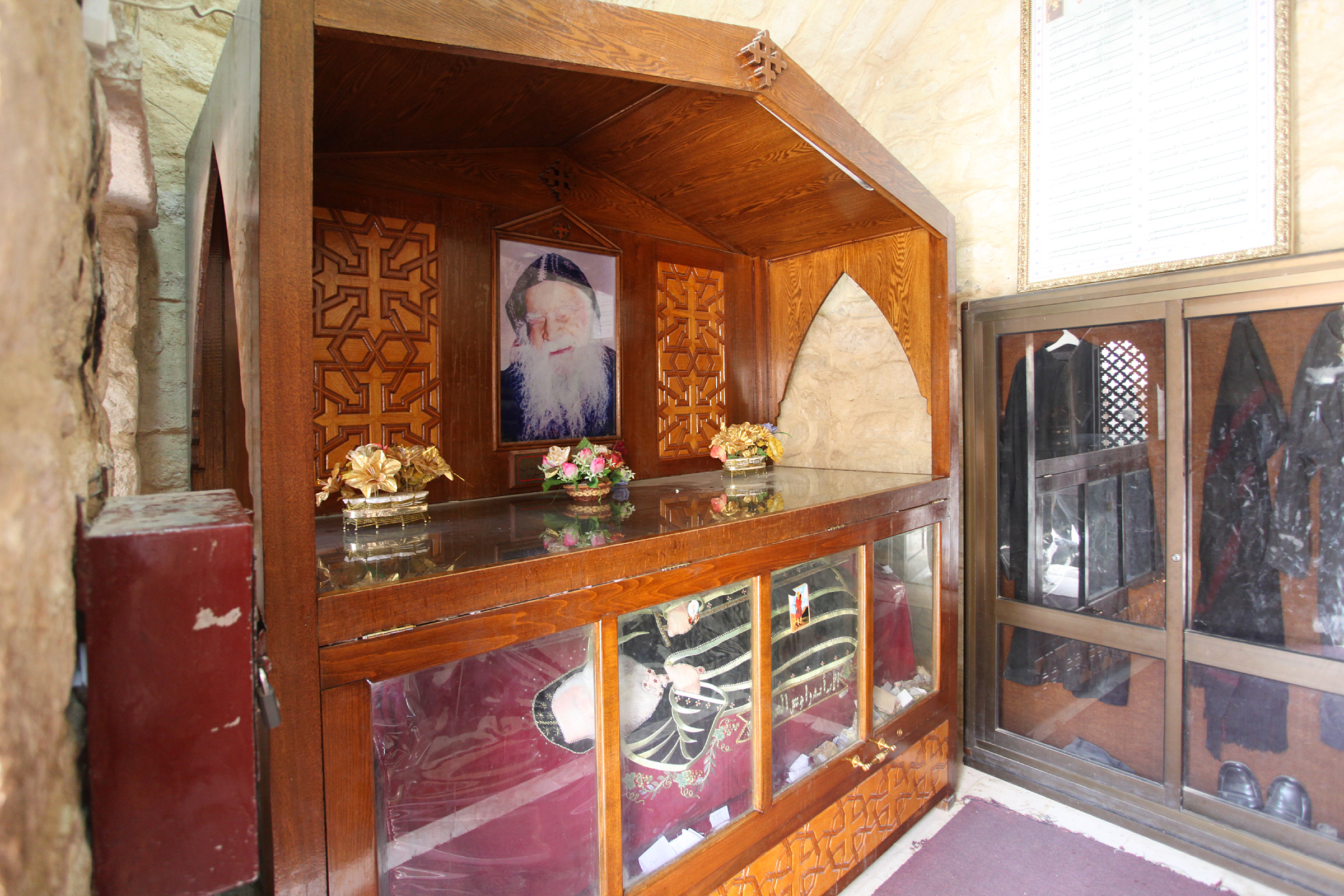
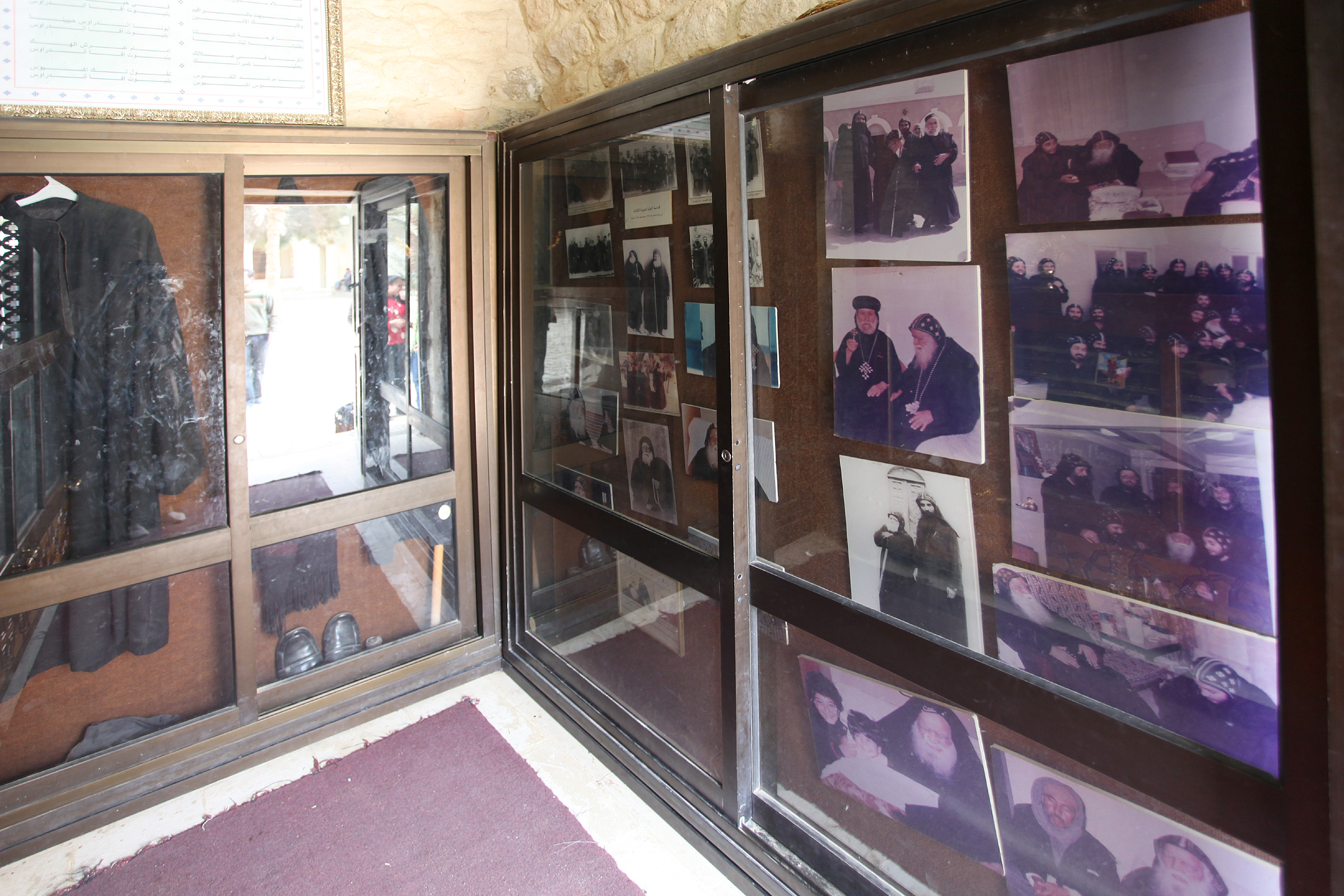
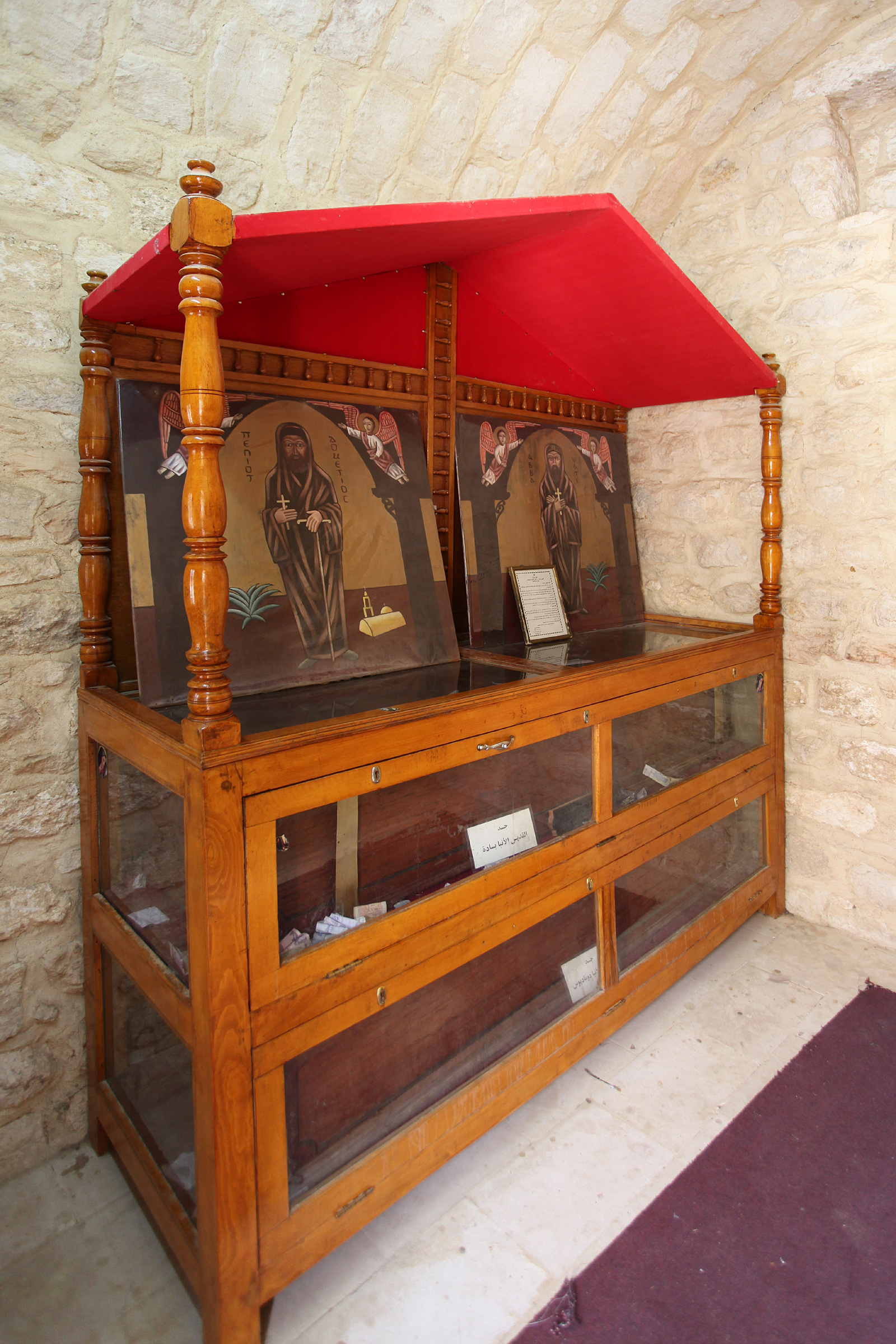
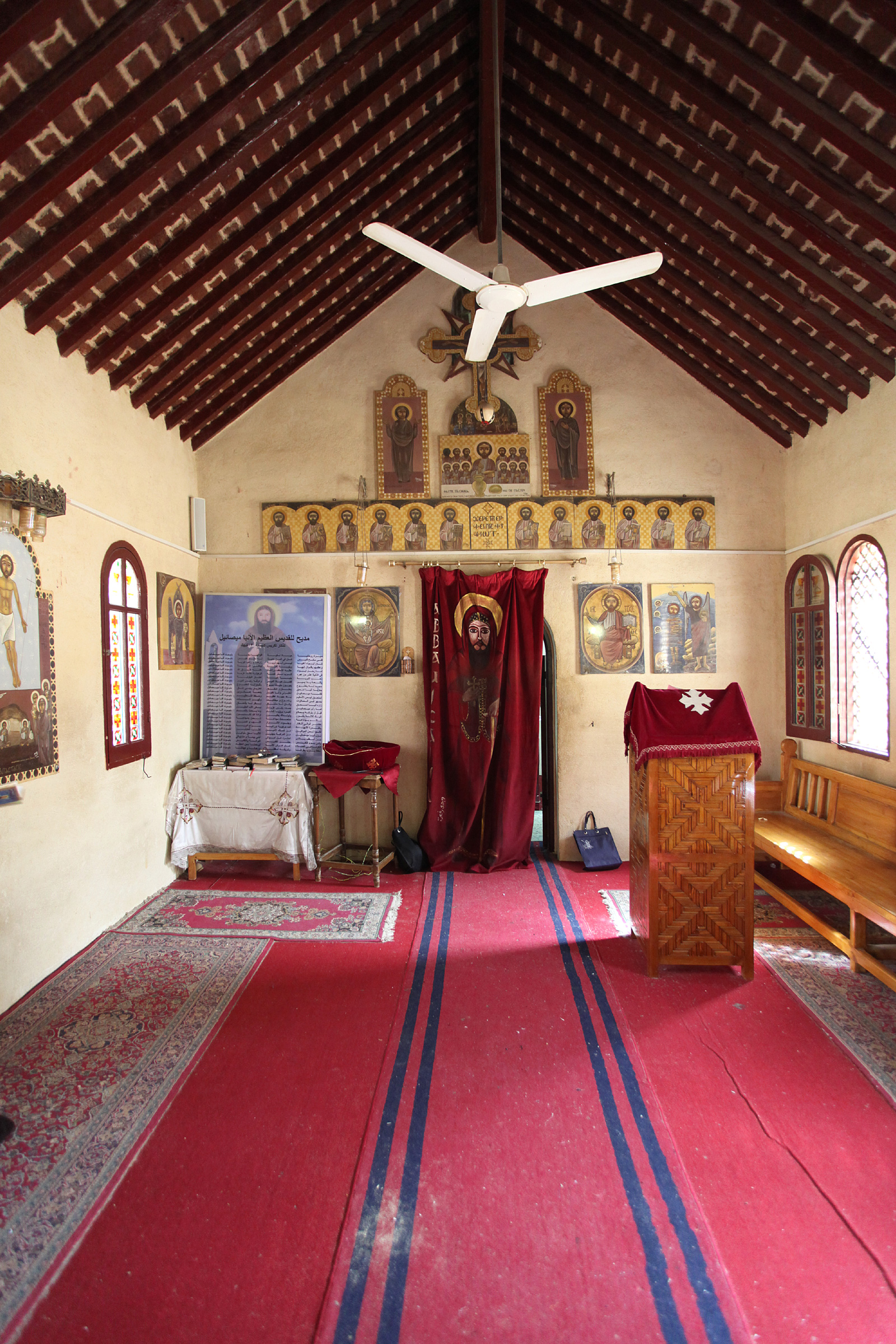
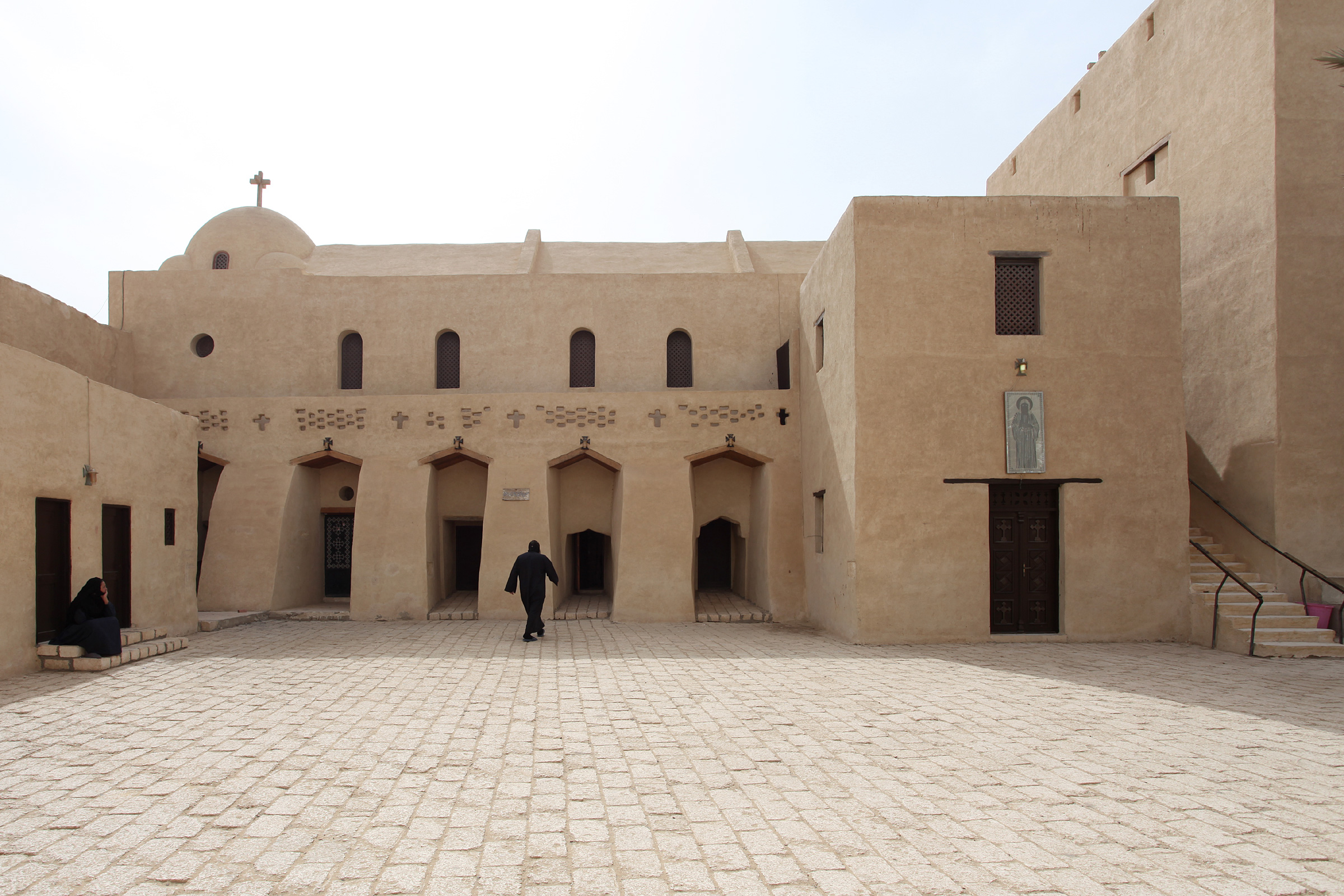
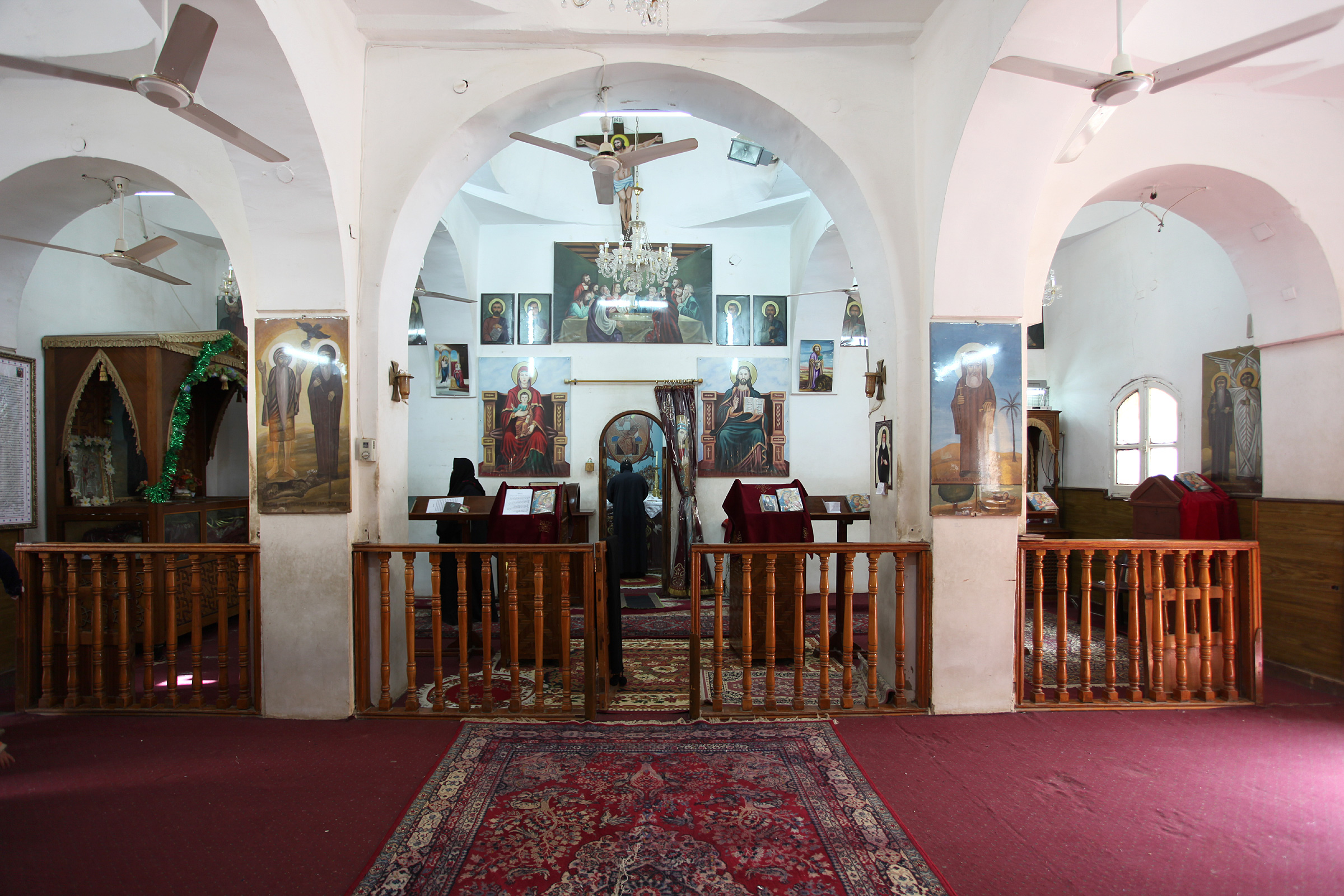
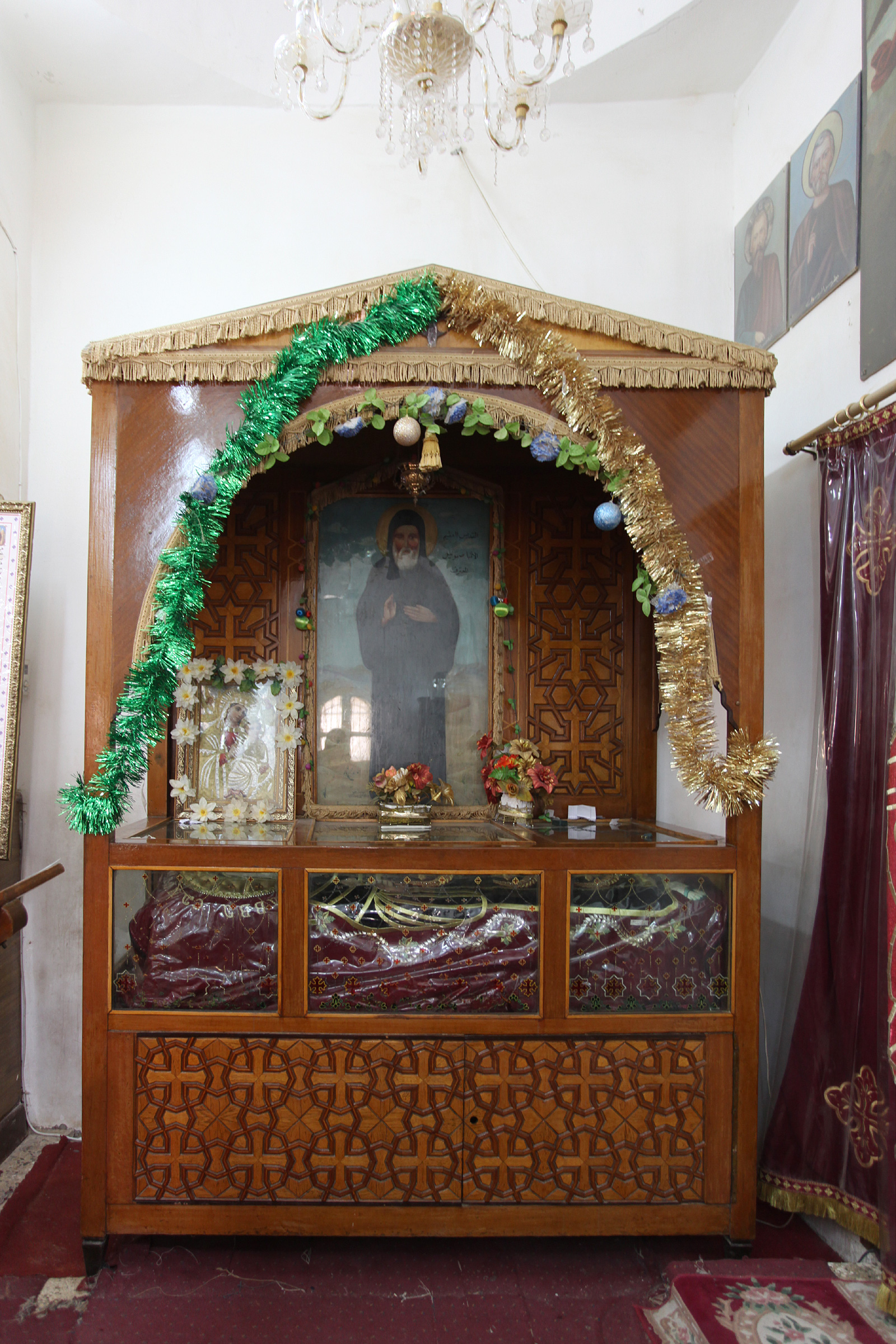
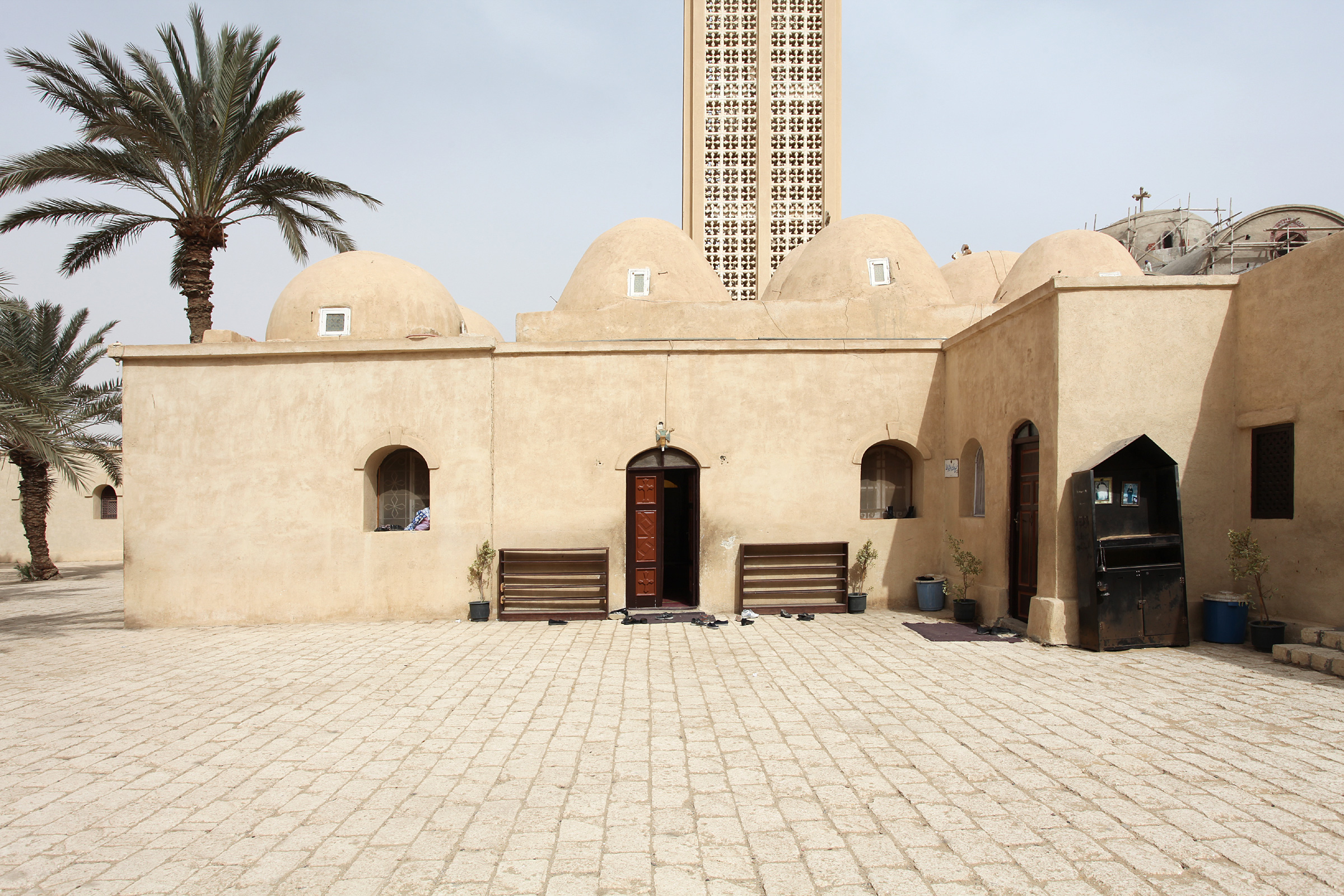